# Obi-eilanden
De Obi-eilanden (Indonesisch: Kepulauan Obi) zijn een eilandengroep in Indonesië ten oosten van Sulawesi en ten westen van Nieuw-Guinea. De eilandengroep maakt deel uit van de Noord-Molukken. 
De drie grootste eilanden zijn:
- Obi, of Obira, 2.520 km²
- Bisa, 576 km²
- Obilatu

Daarnaast zijn er nog een aantal kleinere eilanden:
- Belangbelang
- Gomumu
- Tapat
- Tobalai (van Obi gescheiden door de Straat Tobalai)